# Anton Eberl
Anton Franz Josef Eberl (Wenen, 13 juni 1765 – aldaar, 11 maart 1807) was een Oostenrijks componist en pianist.

## Biografie
Anton Eberl werd geboren in Wenen als zoon van een ambtenaar aan het keizerlijk hof. Hij was een muzikaal wonderkind; hij trad al op zijn zevende of achtste jaar op als pianist. Op aandringen van zijn vader begon hij eind jaren 1770 een rechtenstudie, die hij al snel wegens een faillissement moest beëindigen. Zijn pianostudie had hij niet opgegeven en hij richtte zich nu volledig op de muziek. Hij studeerde bij Mozart en raakte met hem bevriend. 
Eberls composities waren van dusdanig hoog niveau, dat sommige onder Mozarts naam gepubliceerd werden. Eberl protesteerde openlijk tegen dit misbruik van zijn werk en het misbruik van Mozarts naam. Bij de dood van Mozart componeerde hij de cantate Bey Mozarts Grabe. Na de dood van Mozart werd het contact met diens familie niet verbroken: hij begeleidde Mozarts weduwe Constanze en haar zuster Aloysia Lange op een concertreis naar Hamburg en Leipzig in de winter van 1795-1796.
Op 28 maart 1796 trouwde Eberl met Anna Maria Scheffler en in hetzelfde jaar vertrok hij naar Sint-Petersburg, waar hij aan het hof van tsaar Paul I werd aangesteld als kapelmeester, componist, pianist en muziekleraar van de tsarenfamilie.
In 1803 werd in Wenen, met weinig succes, zijn opera Die Königin der schwarzen Inseln opgevoerd. Joseph Haydn kon zijn muziek echter wel waarderen. Eberl wijdde zich verder aan het componeren van instrumentale muziek en werd hiermee enorm populair. Zijn symfonie in Es ging op 7 april 1805 tegelijkertijd met de Derde symfonie (Eroïca) van Beethoven in première, waarbij Eberl de beste recensies kreeg.
In 1806 was Eberl op het hoogtepunt van zijn roem, maar een paar maanden na zijn terugkeer in Wenen stierf hij op 11 maart 1807 in de leeftijd van 41 jaar aan bloedvergiftiging.

## Oeuvre
Omdat er nogal wat werken verloren zijn gegaan is onderstaande opsomming niet compleet.

### Vocaal

#### Opera’s
- 1781 Les Bohemians (zigeuners), komische opera in drie bedrijven, WoO 22, verloren gegaan
- 1785 Graf Balduin, komische opera in twee bedrijven, WoO 20, verloren gegaan
- 1787 De Marchande van modes, muzikale komedie in drie bedrijven, WoO 19, libretto bewaard gebleven
- 1790 Die Hexe Megäre, WoO 21, verloren gegaan
- 1794 Pyramus und Thisbe, Melodrama in één bedrijf, WoO 23, libretto bewaard gebleven
- 1799 Der Tempel der Unsterblichkeit, Allegorische proloog, WoO 24, verloren gegaan
- 1801 Die Königin der schwarzen Inseln, opera in twee bedrijven, WoO 1
- 1801 Erwine von Steinheim, parodie in drie bedrijven, WoO 25, libretto bewaard gebleven

#### Cantates en liederen
- 1791 Bey Mozart's Grabe, cantate voor solisten, koor en klavecimbel, WoO 8
- 1796 Zes Duitse liederen voor sopraan en piano, opus 4
- 1799 La gloria d'Imeneo, cantate voor solisten, koor en orkest, opus 11
- 1804 Zes liederen voor sopraan en piano, opus 23
- 1807 In questa tomba oscura, ariette voor zang en piano, WoO 10

### Instrumentaal

#### Symfonieën
- 1783 Symfonie in D, WoO 5
- 1784 Symfonie in G, WoO 6
- 1785 Symfonie in C, WoO 7
- 1803 Symfonie in Es, Opus 33
- 1804 Symfonie in d, Opus 34

#### Concerten
- 1793 Concert voor piano en orkest in C, WoO 9
- 1803 Concert voor piano en orkest in C, Opus 32
- 1803 Concert voor piano en orkest in Es, Opus 40
- 1803 Concert voor 2 piano’s en orkest in Bes, Opus 45

#### Kamermuziek
- 1796 Sextet in Es voor piano, viool, altviool, klarinet en hoorn, opus 47
- 1801 Kwintet in g voor piano, klarinet of viool, 2 altviolen en cello, opus 41
- 1805 Kwintet in C voor piano, hobo, viool, altviool en cello, opus 48
- 1802 Kwartet in C voor piano, viool, altviool en cello, opus 18
- 1804 Kwartet in g voor piano, viool, altviool en cello
- 1801 3 kwartetten voor twee violen, altviool en cello in E, D en g, opus 13
- 1797 3 Trio's voor piano, viool en cello in E, B en c, opus 8
- 1803 Potpourri voor piano, klarinet en cello, opus 44
- 1806 Trio in Es voor piano, klarinet, viool en cello, opus 36
- 1792 Sonate voor viool en piano in F, opus 49
- 1795 Sonate voor viool en piano in B, opus 50
- 1801 Sonate voor viool en piano in d, opus 14
- 1803 Sonate voor viool en piano in D, opus 20
- 1805 Sonate voor viool en piano in B, opus 35
- 1799 2 sonates voor piano, klarinet, viool en contrabas in B, opus 10
- 1804 Sonate voor fluit en piano in g, opus 29
- 1804 Grande Duo in A voor piano en cello of viool, opus 26
- 1802 Variations sur un thème russe voor piano en cello in c, opus 17

#### Pianomuziek
- 1792 Pianosonate in c, opus 1
- 1801 Pianosonate in f, opus 12
- 1802 Pianosonate in C, opus 16
- 1805 Pianosonate in g, opus 27
- 1806 Pianosonate in C, opus 43
- 1806 Pianosonate in g, opus 39
- 1796 2 Sonatines voor piano 4 handen in C, opus 5
- 1797 Sonatine voor piano 4 handen in F, opus 7
- 1802 Fantaisie et Rondeau in B, opus 15
- 1803 Caprice et Rondeau in E, opus 21 (of 38)
- 1803 Caprice et Rondeau in C voor piano, vier handen, opus 42
- 1804 Polonaise in D voor piano, vier handen, opus 24 (of 26)
- 1804 Amusement in E opus 30
- 1806 Toccata in c, opus 46
- Talrijke variaties (o.a. naar Zu Steffen sprach im Traume, WoO 2; Bey Männern, welche Liebe fühlen, WoO 3; Freundin sanfter Herzenstriebe, WoO 4)

- Bibsys: 4002106
- Biblioteca Nacional de España: XX1745150
- Bibliothèque nationale de France: cb13966271w (data)
- CiNii: DA09633334
- Gemeinsame Normdatei: 123730872
- International Standard Name Identifier: 0000 0001 0865 3725
- Library of Congress Control Number: n83125400
- Nationale Bibliotheek van Letland: 000307828
- MusicBrainz: 0e96453f-bd0b-45bd-b674-ce863c5dfe08
- Nationale Bibliotheek van Tsjechië: jn20000703061
- Nationale Bibliotheek van Israël: 987007284213205171
- Nederlandse Thesaurus van Auteursnamen: 074903861
- LIBRIS: 174636
- SNAC: w698988p
- Système universitaire de documentation: 080007007
- Virtual International Authority File: 5125040
- WorldCat: E39PBJyRx8vxhmcbXg7xvhrXh3